# Головин, Вячеслав Владимирович
Вячесла́в Влади́мирович Голови́н (22 февраля 1953, Евпатория, Крымская область, РСФСР — 6 марта 2023) — советский футболист, защитник.

## Биография
Окончил 8 классов, поступил в киевский транспортно-строительный техникум. Играл в составе сборной Крыма в турнире «Кожаный мяч». В юношеской команде «Динамо» Киев тренировался у Анатолия Николаевича Молотая.
Двукратный чемпион СССР среди юношей, двукратный победитель турнира дублёров (1972, 1974). За основной состав «Динамо» провёл одну игру — 17 ноября 1974 в гостевом матче против «Кайрата» (1:2) вышел на замену на 55-й минуте. Был обменян в донецкий «Шахтёр» на Конькова, но за два года сыграл в чемпионате только восемь матчей. 1977 год провёл в команде первой лиги «Металлург» Запорожье. По словам Головина, начальство «Металлурга», не желая его отпускать по окончании сезона, составило на него донос о нарушении спортивного режима с целью оставить на перевоспитание. Тем не менее перед сезоном-1978 Головин перешёл в одесский «Черноморец», где за первые три года сыграл 94 матча, играл за вторую сборную СССР, был кандидатом в олимпийскую команду. В конце 1980 года Валерий Лобановский пригласил Головина в «Динамо», но не смог договориться о переходе с главным тренером «Черноморца» Симоняном.
В 1981 году «Черноморец» играл неудачно. По мнению Головина, его сделали «крайним» после поражения от «Днепра» 0:1 и обвинили в сдаче игры. В августе он был дисквалифицирован пожизненно «за неоднократные нарушения морально-спортивных норм поведения и отказ от ведения борьбы» и лишён звания мастера спорта.
После вынужденного завершения карьеры в командах мастеров в 28 лет играл за одесское «Динамо» (1982) — чемпион города и области, чемпион Одессы в составе «Рыбака», играл до 41 года за различные команды, в том числе «Продмаш».
Скончался 6 марта 2023 года.